# یاکوفو
یاکوفو (به بلغاری: Yakovo) روستایی در بلغارستان است که در شهرستان پتریچ واقع شده‌است.